# San Pedro Yancuitlalpan
San Pedro Yancuitlalpan är en ort i Mexiko.   Den ligger i kommunen San Nicolás de los Ranchos och delstaten Puebla, i den sydöstra delen av landet, 80 km sydost om huvudstaden Mexico City. San Pedro Yancuitlalpan ligger 2 437 meter över havet och antalet invånare är 2 694.
Terrängen runt San Pedro Yancuitlalpan är huvudsakligen kuperad, men den allra närmaste omgivningen är platt. Terrängen runt San Pedro Yancuitlalpan sluttar brant österut. Runt San Pedro Yancuitlalpan är det ganska glesbefolkat, med 50 invånare per kvadratkilometer. Närmaste större samhälle är Cholula, 18,9 km öster om San Pedro Yancuitlalpan. I omgivningarna runt San Pedro Yancuitlalpan växer huvudsakligen savannskog.